# Plana mayor

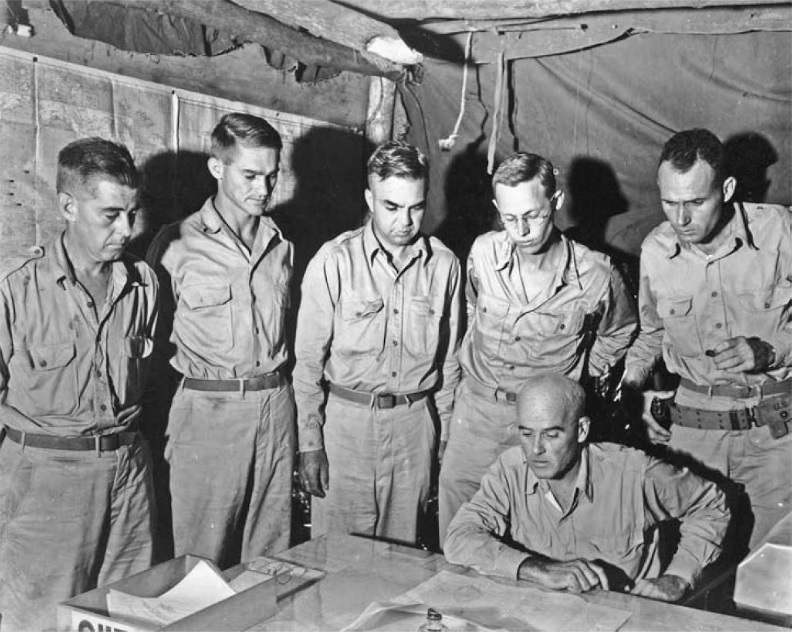
Reunión de la plana mayor del Regimiento de Combate 112 norteamericano en Arawe con el General Julian Cunningham (sentado), parados de izquierda a derecha: sin identificar, Teniente Coronel C. E. Grant, Mayor D. M. McMains, Coronel A. M. Miller y Teniente Coronel P. L. Hooper

La plana mayor es un termino que se usa para describir el conjunto de personas y equipo que ejerce el mando táctico de una unidad militar. En este contexto, la plana mayor suele formar una unidad independiente de gran responsabilidad, al cargo de personal con alta capacidad operativa para la gestión y mando de las Unidades subordinadas.
Por extensión, en el entorno lingüístico hispano se suele llamar así al conjunto de personas que dirigen una organización, ya sea esta militar o no. A veces se usa también en sentido figurado, sobre todo para referirse a organizaciones sin una estructura organizativa formal, o en la que las personas mencionadas tienen una autoridad moral más que real. 
En términos empresariales recibe el nombre de equipo de dirección.
Militarmente, la plana mayor de una unidad está formada por el oficial al mando, el conjunto de oficiales y personal auxiliar que le asisten y apoyan, el conjunto del material que emplean (incluyendo transportes) y una cierta cantidad de soldados armados que actúan como escolta. En las unidades de tamaño superior al de batallón, la plana mayor suele consistir en una compañía (el nombre oficial completo en el ejército español es el de "compañía de plana mayor y mando"). En unidades de menor entidad, la plana mayor es consecuentemente más reducida: por norma general, un pelotón de plana mayor para las compañías y una escuadra de plana mayor para las secciones.
La función de las planas mayores consiste por tanto en dirigir las unidades a las que controlan. Eso en el campo de batalla supone tanto transferir a cada unidad subordinada las órdenes recibidas del mando superior, como informar al mismo del transcurso de los acontecimientos tal como los relaten dichas unidades. Las planas mayores son, por consiguiente, el nexo de unión y control de todo el conjunto de unidades que forman un mando táctico. Esta estructura en árbol recibe el nombre de cadena de mando.
En castellano se emplea el mismo término (plana mayor) independientemente del tamaño, indicando en todo caso a qué tipo de entidad corresponde (plana mayor de regimiento, de división, etc.). La expresión inglesa equivalente, "staff", puede prestarse a confusión, ya que puede usarse también para referirse a un Estado Mayor (general personal).
En inglés, la compañía de plana mayor recibe el nombre de "compañía de cuartel general" (Headquarter company), mientras que en las unidades menores se conoce como "grupo de mando" (command group). El término inglés equivalente más cercano es "staff", aunque puede surgir cierta confusión a causa de que en inglés se emplea el término General Staff para hablar de un Estado Mayor, que es un concepto distinto al de la plana mayor.

## Funciones del personal de la plana mayor

### Gestión de la información
Uno de los propósitos clave del personal de la plana mayor es proporcionar información precisa y oportuna (que incluye los resultados de la planificación de contingencia) en la que se basan las decisiones de mando. Un objetivo es poder sugerir enfoques o ayudar a producir decisiones bien informadas que gestionen y conserven eficazmente los recursos de la unidad.
Además de generar información, el personal también gestiona el flujo de comunicación dentro de la unidad y alrededor de ella. Si bien el flujo de información controlado hacia el comandante es una prioridad, aquellos de naturaleza útil o contingente se comunican a las unidades de nivel inferior y / oa través de sus respectivos estados mayores. Si la información no es pertinente para la unidad, se redirige al nivel de comando que puede utilizar mejor la condición o la información.
El personal es generalmente el primero en enterarse de los problemas que afectan a su grupo. Los asuntos que requieren decisiones importantes que afectan la capacidad operativa de la unidad se comunican al oficial al mando. Sin embargo, el comandante no se ocupará de todos los problemas. Los asuntos más pequeños que surgen se entregan a un encargado más apropiado dentro de la unidad para que los maneje y resuelva, lo que de otro modo sería una distracción innecesaria para el oficial al mando, que ya toma numerosas decisiones todos los días.
Además, un equipo tiene como objetivo elaborar cuidadosamente cualquier situación útil y utilizar esa información.

### Estructura de la plana mayor
En un estado mayor genérico, los oficiales más experimentados y superiores supervisan las secciones del estado mayor de los grupos organizados según las necesidades de la unidad. Personal de alto nivel alistado personal de tareas en el mantenimiento de equipos tácticos y vehículos. Los analistas senior tienen la tarea de finalizar los informes y su personal alistado participa en la adquisición de información de las unidades y el personal subordinado. Esta jerarquía coloca la toma de decisiones y los informes bajo los auspicios del personal más experimentado y maximiza el flujo de información de la información pertinente enviada desde el comando en general, aclarando los asuntos en general. Esto libera a los miembros más antiguos del comando en cada nivel para la toma de decisiones y la emisión de instrucciones para futuras investigaciones o recopilación de información (tal vez requiriendo que los hombres pongan en riesgo sus vidas para recopilar inteligencia adicional).
Los oficiales de estado mayor de operaciones también tienen la tarea de planificar la batalla tanto para condiciones ofensivas como defensivas, y emitir planes de contingencia para manejar situaciones anticipadas durante el futuro previsible.

## Sistema de estado mayor continental (ContStaff)
El "Sistema de Estado Mayor Continental" (ContStaff), también conocido como el "Sistema de Estado Mayor General" (GSS), es utilizado por la mayoría de los países de la OTAN para estructurar las funciones de su personal militar. En este sistema, que se basa en uno empleado originalmente por el ejército francés en el siglo XIX, a cada puesto de personal en un cuartel general o unidad se le asigna un prefijo de letra correspondiente al elemento de la formación y uno o más números que especifican un rol.
Los números de personal se asignan según la costumbre, no según la jerarquía, y se remonta a la práctica del francés; es decir, 1 no es "rango más alto" que 2 . Esta lista refleja la estructura SHAPE :
1 , para Recurso Humano o personal

2 , para inteligencia y seguridad

3 , para operaciones

4 , para logística

5 , para planes

6 , para señales (es decir, comunicaciones o TI )

7 , para educación y entrenamiento militar (también el ingeniero conjunto)

8 , para financiación y contratos. También conocido como gestión de recursos

9 , para la Cooperación Civil-Militar (CIMIC) o asuntos civiles

Dado que el sistema de plana mayor continental original solo cubría las ramas 1 a 6, no es raro ver que la 7 a la 9 se omite o tiene varios significados. La variación común incluye la fusión de 3 y 5 a 3 , Operaciones y planes; omitiendo la rama de entrenamiento y utilizando 7 para ingeniería (como se ve en el Comando de Transporte Marítimo Militar de EE.UU. y Fuerzas Multinacionales-Irak (MNF-I) ) y reemplazando 9 con una rama legal (haciendo que CIMIC sea parte de otra rama, es decir, 2 o 4) como se ve con la Sede Conjunta Permanente del Reino Unido.
Derivado de Prussian Große Generalstab (Gran Estado Mayor), tradicionalmente estas funciones de personal tenían el prefijo G simple , que se conserva en su lugar para el uso del ejército moderno. Pero la creciente complejidad de los ejércitos modernos, por no hablar de la extensión del concepto de personal a elementos navales, aéreos y otros, ha exigido la adición de nuevos prefijos. Estos prefijos de elementos son:
A , para el cuartel general de la fuerza aérea

C , para la sede combinada (varias naciones)

F , para ciertos cuarteles generales avanzados o desplegables

G , para las secciones del estado mayor general del ejército o la marina dentro de la sede de las organizaciones comandadas por un oficial general y que tienen un jefe de personal para coordinar las acciones del estado mayor, como divisiones u organizaciones equivalentes (por ejemplo, USMC Marine Aircraft Wing y Marine Logistics Group ) y nivel de brigada separado (es decir, no divisional) (USMC MEB) y superior;

J , para el cuartel general conjunto (servicios múltiples), incluido el Estado Mayor Conjunto )

N , para el cuartel general de la marina

S , para las secciones del personal ejecutivo del ejército o de la infantería de marina dentro de las sedes de organizaciones comandadas por un oficial de grado de campo (es decir, de mayor a coronel) y que tienen un oficial ejecutivo para coordinar las acciones del personal ejecutivo (p. Ej., Brigadas divisionales, regimientos, grupos, batallones y escuadrones; no todos los países lo utilizan); [18] S también se utiliza en los Batallones de Construcción Móvil Naval (SeaBees) [20] y en el Escuadrón de las Fuerzas de Seguridad de la Fuerza Aérea. [21]

U , se utiliza para el cuartel general de la misión de operaciones militares de las Naciones Unidas.

En algunas ocasiones también se puede observar la letra E , aunque no es un término oficial. En ese caso, es para elemento y se utilizará para identificar un pequeño elemento independiente, que es parte de una organización que no es de personal; es decir, un E3 es un elemento operativo en un sitio de logística o un E4 es un elemento de logística en un sitio de asistencia médica avanzada.
Por lo tanto, el oficial de personal de un cuartel general naval se denominaría N1 . En realidad, en organizaciones grandes cada una de estas funciones de personal requerirá el apoyo de su propio personal numeroso, por lo que N1 se refiere tanto a la oficina como al oficial a cargo de la misma. El sistema de personal continental se puede llevar al siguiente nivel: J1.3 (o J13 , a veces se omite el separador de puntos) es, por lo tanto, el oficial de operaciones de la oficina de personal de una sede conjunta, pero la definición exacta de los roles en este nivel puede variar. Debajo de esto, los números se pueden adjuntar después de un guión, pero generalmente son solo números de posición asignados arbitrariamente para identificar a los individuos ( G2.3-2 podría ser el oficial de presupuesto en la sección de operaciones del departamento de inteligencia; A1.1-1-1 podría ser simplemente una recepcionista).

### Recurso Humano o personal
La mano de obra o personal oficial supervisa el personal y los sistemas de administración. Este departamento funciona como el enlace administrativo esencial entre las unidades subordinadas y el cuartel general, manejando acciones de personal que vienen de abajo hacia arriba (como una solicitud para que se otorgue un premio a un soldado en particular) o de arriba hacia abajo (como órdenes que se emiten). recibido del nivel del ejército que indica que un soldado en particular sea reasignado a una nueva unidad fuera del comando). En las unidades del ejército, a esta persona se le suele llamar ayudante . El S-1 también trabaja con la oficina de correo postal y también se ocupa de premios y rangos.

### Operaciones de inteligencia, seguridad e información
La sección de inteligencia es responsable de recopilar y analizar información de inteligencia sobre el enemigo para determinar qué está haciendo o podría hacer el enemigo para evitar el cumplimiento de la misión del enemigo. Esta oficina también puede controlar mapas y sistemas y datos de información geográfica. A nivel de unidad, el S-2 es el oficial de seguridad de la unidad y la sección S-2 gestiona todas las cuestiones de autorización de seguridad para el personal de la unidad. Otros deberes del S-2 a menudo incluyen la supervisión de inteligencia y la seguridad física.

### Operaciones
La oficina de operaciones puede incluir planes y capacitación. La oficina de operaciones planifica y coordina las operaciones y todo lo necesario para permitir que la formación opere y cumpla su misión. En la mayoría de las unidades, la oficina de operaciones es la más grande de las secciones de personal y se considera la más importante. Todos los aspectos del mantenimiento de las operaciones de la unidad, la planificación de operaciones futuras y, además, la planificación y ejecución de toda la capacitación de la unidad, son responsabilidad de las operaciones. La oficina de operaciones también tiene la tarea de realizar un seguimiento de los programas de capacitación semanales. En la mayoría de las unidades militares (es decir, batallón , regimiento y brigada ), el oficial de operaciones tiene el mismo rango que el oficial ejecutivo.(XO), pero ocupa el tercer lugar en la cadena de mando de la unidad, mientras que los otros oficiales de estado mayor son un rango más bajo. Por ejemplo, en un batallón, el S-3 tendría el rango de mayor (como el batallón XO), mientras que los oficiales de estado mayor restantes son capitanes o tenientes.

### Logística
La oficina de logística es responsable de gestionar la amplia gama de material , transporte, instalaciones, servicios y apoyo médico / sanitario:
- Diseño, desarrollo, adquisición , almacenamiento, distribución, mantenimiento, evacuación y disposición de material .
- Transporte de personal y material.
- Adquisición o construcción, mantenimiento, operación y disposición de instalaciones.
- Adquisición o prestación de servicios.
- Apoyo a los servicios médicos y sanitarios.

Según la doctrina de la OTAN , el personal logístico tiene la tarea de supervisar los aspectos y principios logísticos, donde el enfoque es que "el apoyo logístico debe estar enfocado a asegurar el éxito de la operación" y prescripciones de elementos como responsabilidad y autoridad. [22] Un personal de logística puede dividirse en secciones según la sucursal o el área geográfica. Cada sección, a su vez, también puede dividirse en tareas y roles. El tamaño del personal de logística puede variar mucho, según el entorno y la complejidad de las operaciones. La OTAN, por ejemplo, trabaja con un "Centro Logístico Conjunto Multinacional", [23] que existe fuera del personal del comandante de la fuerza, pero funciona como una entidad / unidad separada, con solo unos pocos miembros del personal logístico en el comandante '

### Planes y estrategia
La oficina de planes y estrategia es responsable de la planificación de la estrategia de operaciones civiles militares (CMO). A nivel de unidad, el S-5 es el asesor principal del comandante sobre el impacto de civil a militar y de militar a civil de la misión / operación dentro del área de interés (AOI) de la nación anfitriona (HN), área de operaciones (AO), o el área de interés objetivo (TAOI). El G5 sirve como la oficina de apoyo a la misión (MSO) a nivel de división y HHC para planes y estrategias civiles militares.

### Señal (comunicaciones y TI)
La oficina de señales dirige todas las comunicaciones y es el punto de contacto para la emisión de instrucciones y protocolos de comunicaciones durante las operaciones, así como para la resolución de problemas de comunicaciones, problemas y mantenimiento preventivo. Las comunicaciones en este nivel se combinan tanto con las digitales como con las de voz (radio, computadora, etc.). A nivel de unidad, S-6 también suele ser responsable de todos los sistemas electrónicos dentro de una unidad, lo que incluye computadoras, faxes, fotocopiadoras y sistemas telefónicos.

### Entrenamiento
La rama de formación organizará y coordinará la actividad de formación llevada a cabo por una Sede y también supervisará y apoyará a las unidades subordinadas.

### Finanzas
La rama financiera, que no debe confundirse con la Administración de la que se ha escindido, establece la política financiera de la operación. Desde el punto de vista operativo, la administración y las finanzas pueden estar interrelacionadas, pero tienen cadenas de informes independientes.

### CIMIC: Cooperación Civil-Militar
La Cooperación Civil-Militar o los asuntos civiles son las actividades que establecen, mantienen, influyen o explotan las relaciones entre las fuerzas militares, las organizaciones y autoridades civiles gubernamentales o no gubernamentales, y la población civil de manera amistosa, neutral u hostil. área de operaciones con el fin de facilitar las operaciones militares y consolidar y lograr los objetivos de la misión. [24]